# Tortue feuille d'Annam
Mauremys annamensis
Espèce
Synonymes
- Cyclemys annamensis Siebenrock, 1903
- Annamemys merkleni Bourret, 1939
- Annamemys annamensis (Siebenrock, 1903)
- Ocadia glyphistoma McCord & Iverson, 1994

Statut de conservation UICN

 CR A1d+2d : 
En danger critique
Statut CITES
La Tortue feuille d'Annam, Mauremys annamensis, est une espèce de tortues de la famille des Geoemydidae.

## Répartition
Cette espèce est endémique du Viêt Nam.

## Description
C'est une petite espèce de tortue (17 cm à l'âge adulte), qui fréquente les eaux douces et saumâtres comme les marais.

## Étymologie
Son nom d'espèce, composé de annam et du suffixe latin -ensis, « qui vit dans, qui habite », lui a été donné en référence au lieu de sa découverte, l'Annam, un protectorat français, de 1883 à 1945, dans le centre de l'Indochine.

## Publication originale
- Siebenrock, 1903 : Schildkröten des östlichen Hinterindien. Sitzungsberichte der Kaiserlichen Akademie der Wissenschaften in Wien (Mathemathisch-Naturwissenschaftliche Klasse), vol. 112, p. 333–353 (texte intégral).